# Jamajčanska vaterpolska reprezentacija
Jamajčanska vaterpolska reprezentacija predstavlja državu Jamajku u športu vaterpolu. 

## Nastupi na Razvojnom trofeju FINA-e
- 2009.: 9. mjesto